# 赵敏 (1914年)
赵敏（1914年—1980年4月12日），江苏扬州人。中国共产党高级干部，曾任鞍山市委代理第一书记、武汉市委书记、武汉市第五届政协主席。

## 生平
小学教师出身。1938年加入中国共产党。1938年10月安徽省工委派遣共产党员江上青、赵敏、周村等人组成中共皖东北特别支部，江上青（第六行政区专署民运科长、秘书长）任支部书记、赵敏（泗县政府秘书）任组织委员、周村（泗县教育科长）任宣传委员。1939年2月安徽省第六行政区专署把泗县五区、六区合并设立洪泽湖特区（辖半城、管镇），任区长。1939年8月初张爱萍在特区区长赵敏的陪同下实地考察了半城西北约8里的张塘村。后任区委书记、泗南县民主政府县长、淮北行署秘书主任、淮北地委民运部长兼淮北区委抗日总联合会主任。
1946年任华中分局工人运动委员会书记兼华中工人联合总会主任、山东支前委员会前方办事处人力部长、华东野战军司令部参谋处副处长、豫皖苏区党委民运部部长、开封市交通局局长、1948年8月在哈尔滨召开的第六次全国劳动大会上当选为中华全国总工会第六届执行委员会委员。1949年初任中原职工总会筹委会主任。1949年3月当选中原临时人民政府委员。1949年5月南下武汉，任全国总工会中南工作委员会（华中总工会）筹委会副主任、武汉市总工会筹委会主任、中共武汉市职工工作委员会书记。
1950年7月当选武汉市总工会主席。1952年冬任武汉市委第二副书记，分管基本建设；后任第一副书记、湖北省委常委。1953年出席在北京召开的中华全国总工会第七次全国代表大会，当选为全总第七届执行委员。1954年长江大洪水，负责武汉市防洪秘密的“万一委员会”，负责准备洪水淹没城市时的应对措施。1955年9月调任鞍山市委第三书记、第二书记、代理第一书记。1957年当选为全总第八届执行委员。1967年在鞍山与王鹤寿一起受到群众运动冲击，而被撤销职务。1973年冬季调回武汉工作，任中共武汉市委常委、市革委会副主任。1978年当选为全总第九届执行委员。1979年12月任武汉市委书记（当时设有第一书记）兼武汉市第五届政协主席。